# 3542 Tanjiazhen
3542 Tanjiazhen eller 1964 TN2 är en asteroid i huvudbältet som upptäcktes den 9 oktober 1964 av Purple Mountain-observatoriet i Nanjing, Kina. Den är uppkallad efter Tan Jiazhen.
Asteroiden har en diameter på ungefär 18 kilometer och den tillhör asteroidgruppen Veritas.